# شارلمان تاور
شارلمان تاور (بالإنجليزية: Charlemagne Tower Sr.)‏ (18 أبريل 1809 - 25 يوليو 1889) محام أميركي ورجل أعمال نشط في الحصول على الأراضي في وادي شيلكيل في ولاية بنسلفانيا وخدم ضابطاً لسرايا مناجم الفحم والسكك الحديدية. نظم وقاد سرية من جنود الاتحاد من بوتسفيل في تجنيد لمدة 3 أشهر خلال الحرب الأهلية الأمريكية، عندما تم تكليفه برتبة نقيب.
بعد الحرب، مع عمليات بيع الأراضي من قبل سكك حديد شمال المحيط الهادئ، امتلك مساحات كبيرة في الجزء العلوي من الغرب الأوسط والشمال الغربي من البلاد.